# Marius Steinhauser
Marius Steinhauser (* 6. Februar 1993 in Karlsruhe) ist ein deutscher Handballspieler.

## Karriere
Marius Steinhauser begann 2007 beim TSV 05 Rot mit dem Handball. 2011 wechselte er zur HG Oftersheim/Schwetzingen, mit der er 2012 Torschützenkönig in der A-Jugend-Bundesliga wurde. Ab Sommer 2012 stand der 1,87 Meter große Rechtsaußen beim Bundesligisten Rhein-Neckar Löwen unter Vertrag und gewann mit der Mannschaft 2013 den EHF Europa Pokal. Im März 2013 erlitt er einen Kreuzbandriss im rechten Knie. Nachdem er im Sommer wieder ins Training eingestiegen war, erlitt er im August 2013 erneut dieselbe Verletzung im selben Knie. Dennoch wurde seine Vertragslaufzeit vorzeitig bis 2016 verlängert. Im Sommer 2017 wechselte er zur SG Flensburg-Handewitt.
Steinhauser gehörte zum Kader der deutschen Juniorennationalmannschaft. Von 2016 bis 2019 wurde er viermal in Folge Deutscher Meister. Zur Saison 2022/23 wechselte er zur TSV Hannover-Burgdorf. Am 6. April 2025 gelangen ihm 16 Tore, davon vier per Siebenmeter, im Spiel gegen Frisch Auf Göppingen. Im Juli 2025 wurde bekannt, dass Steinhauser ab der Saison 2026 zu den Rhein-Neckar Löwen zurückkehren wird.

## Bundesligabilanz
| Saison    | Verein                 | Spielklasse | Spiele | Tore | 7-Meter        | Feldtore |
| --------- | ---------------------- | ----------- | ------ | ---- | -------------- | -------- |
| 2012/13   | Rhein-Neckar Löwen     | Bundesliga  | 023    | 013  | 0              | 013      |
| 2013/14   | Rhein-Neckar Löwen     | Bundesliga  | 0      | 0    | 0              | 0        |
| 2014/15   | Rhein-Neckar Löwen     | Bundesliga  | 020    | 011  | 0              | 011      |
| 2015/16   | Rhein-Neckar Löwen     | Bundesliga  | 021    | 012  | 0              | 012      |
| 2016/17   | Rhein-Neckar Löwen     | Bundesliga  | 017    | 020  | 0              | 020      |
| 2017/18   | SG Flensburg-Handewitt | Bundesliga  | 034    | 031  | 2/2 (100 %)    | 029      |
| 2018/19   | SG Flensburg-Handewitt | Bundesliga  | 033    | 044  | 0              | 044      |
| 2019/20   | SG Flensburg-Handewitt | Bundesliga  | 027    | 071  | 30/42 (71,4 %) | 041      |
| 2020/21   | SG Flensburg-Handewitt | Bundesliga  | 036    | 063  | 9/12 (75 %)    | 054      |
| 2021/22   | SG Flensburg-Handewitt | Bundesliga  | 031    | 044  | 1/1 (100 %)    | 043      |
| 2022/23   | TSV Hannover-Burgdorf  | Bundesliga  | 029    | 114  | 20/34 (86 %)   | 094      |
| 2012–2023 | gesamt                 | Bundesliga  | 271    | 423  | 62/91 (68 %)   | 361      |

## Erfolge
- Deutscher Meister 2016 und 2017 mit den Rhein-Neckar Löwen sowie 2018 und 2019 mit der SG Flensburg-Handewitt